# Apache (webserver)
Apache HTTP Server is een opensource webserver voor Windows, macOS, Linux en andere Unix-achtige besturingssystemen. Apache HTTP Server wordt ook wel Apache of httpd genoemd.
Oorspronkelijk was Apache het enige opensource alternatief voor de Netscape-webserver. Sinds de eerste versie is de populariteit gestaag toegenomen. In 2018 maakt ongeveer 23% van alle websites gebruik van Apache. De door Netcraft uitgevoerde maandelijkse telling van het aantal webservers op het internet wordt door de internetgemeenschap als de meest accurate referentie beschouwd.
Apache wordt gebruikt in combinatie met verschillende databases, template-talen, scripttalen en programmeertalen ten behoeve van webapplicaties. Vooral de modulaire architectuur, die met het uitbrengen van Apache 2.0 sterk verbeterd is, maakt Apache tot een zeer geliefde webserver. De 2.0 release maakt het ook mogelijk om Apache als threaded webserver te gebruiken, wat de prestatie op Windows sterk verbetert. In 2017 werd Apache webserver gebruikt door 64,86% van alle geregistreerde Belgische domeinen.

## Naam
Over de oorsprong van de naam Apache verschillen de meningen. Soms wordt aangenomen dat de oorspronkelijke auteur gewoon een originele naam had verzonnen terwijl anderen claimen dat de naam voorkwam uit "a patchy server". De eerste versie van Apache (die uitkwam in februari 1995) bestond uit een aangepaste versie van de NCSA HTTP-server en omdat deze aangepaste versie van de NCSA-server erg vaak gepatched werd, werd deze ook wel "a patchy server" genoemd. Later is alle code van Apache herschreven.

## Populaire modules
Enkele populaire modules voor Apache zijn:
- mod_perl, om CGI in Perl te draaien op Apache
- mod_php, om PHP-webapplicaties te draaien op Apache
- mod_wsgi, om Python-webapplicaties te draaien op Apache (vervanger van mod_python)
- mod_proxy, om Apache om te toveren tot een HTTP-proxy
- mod_ssl, om Apache ondersteuning voor SSL te geven
- mod_rewrite, om de links die Apache geeft te herschrijven.
- mod_ruby, om Ruby on Rails te draaien op de webserver
- mod_dav, waardoor WebDAV mogelijk is
- verscheidene authenticatiemodules, zoals mod_auth_ldap (om webgebruikers te authenticeren tegenover een LDAP-server). Authenticatiemodules zijn herkenbaar aan het mod_auth_ waarna de specifieke naam komt.

In 1999 is de Apache Software Foundation opgericht welke Apache (en ook andere vrije software, zoals het veelgebruikte 'Apache Struts') onderhoudt en doorontwikkelt. Apache is de webservercomponent van de LAMP webontwikkelingsomgeving.